# Jekl László
Jekl László (Lad, 1957. április 16. –) magyar operaénekes (basszus).

## Életpályája
1979-ben Pécsett, a Liszt Ferenc Zeneművészeti Főiskolán diplomázott. Énektanulmányait magánúton folytatta Bende Zsoltnál. 1980–2000 között a Magyar Rádió és Televízió Énekkarának tagja volt. 2001-ben debütált a Magyar Állami Operaház színpadán. A Magyar Állami Operaházon kívül a Debreceni Csokonai Színház, a Budapesti Kamaraopera, a Győri Nemzeti Színház produkcióiban is szerepelt.

### Munkássága
A hangversenyéletben Johann Sebastian Bach, Georg Friedrich Händel, Joseph Haydn, Johannes Brahms, Felix Mendelssohn Bartholdy oratóriumainak szólistája, rendszeresen éneklte a romantikus és a modern dalirodalom darabjait. Szakmai tevékenységében fontos szerepet kaptak a kortárs alkotások, többek között Lendvay Kamilló, Kósa György, Decsényi János és Faragó Béla műveinek bemutatója. Külföldi turnéi során megfordult Anglia, Németország, Spanyolország, Olaszország, Hollandia és Japán színpadán.
| - Wagner: A Rajna kincse – Donner/Fasolt - Eötvös Péter: Három nővér – Szoljonij - Puccini: A köpeny – Vakond - Dohnányi Ernő: A vajda tornya – Dömölk - Wagner: Lohengrin – I. (Madarász) Henrik/König/4. brabanti nemes - Mozart: Figaro házassága – Bartolo - Verdi: Don Carlos – V. Károly császár - Sosztakovics: Kisvárosi Lady Macbeth – Udvaros - Wagner: A nürnbergi mesterdalnokok – Hans Schwarz - Giordano: André Chénier – Dumas - Bizet: Carmen – Zuniga - Donizetti: A csengő – Don Annibale di Pistacchio - Strauss: Salome – I. nazarénus - Cimarosa: Titkos házasság – Geronimo - Ambrus Ákos: Bogáncs (Királyi Lépcsőház) – Galamb Máté, Oszkár, Iharos Gáspár - Verdi: A haramiák – Moser - Erkel Ferenc: Bánk bán – Petúr bán | - Mozart: Don Giovanni – Kormányzó - Lendvay Kamilló: A tisztességtudó utcalány – Szenátor - Puccini: Mannon Lescaut – Geronte di Ravior - Monteverdi: A könyörtelen lelkek tánca – Pluto - Dvorak: Ruszalka – Tókirály - Faragó Béla: Az átváltozás – Apa - Pergolesi: Házasság olasz módra – Uberto - Offenbach: Hoffmann meséi – Crespel/Luther - Rossini: A sevillai borbély – Basilio - Donizetti: Szerelmi bájital – Dulcamara - Puccini: Tosca – Scarpia - Mozart: A varázsfuvola – Sarastro - Wagner: A bolygó hollandi – Daland |

## Lemezfelvételei
- Michael Haydn: Missa Sancta Theresiae (Hungaroton)
- Mosonyi: C-dúr mise (Hungaroton)
- Lendvay: A mennyei város (Hungaroton)
- Liszt: Graner Messe (Liszt Fesztivál 2000, Stemra)
- Alessandro Scarlatti: Intermezzi (Hungaroton)
- Schubert: Winterreise (JG, Budapest)

## Díjai
- Bartók Béla–Pásztory Ditta-díj (1985)[3]
- Vásárhelyi Zoltán-díj (2000)[4]